# Американський лев
Американський лев (Panthera leo atrox) — вимерлий підвид лева. Американський лев — найбільша кішка, яка колись існувала, його розміри на 25 % більша за африканського лева, і важив він понад 380 кг.

## Опис

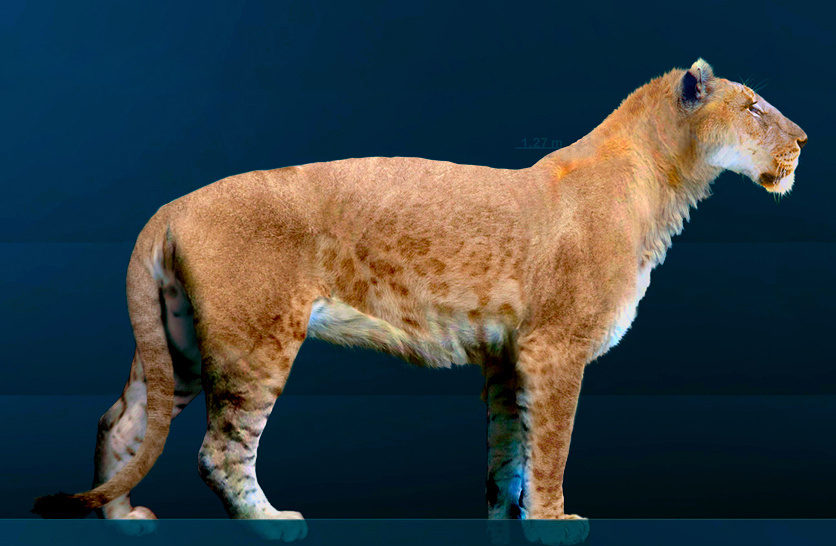
Реконструкція вигляду

Ці леви населяли Північну Америку і згодом заселили північ Південної Америки. Були 3-3,7 метри завдовжки і мали величезні ікла.
Американські леви могли жити в доволі холодних умовах. Напевно вони ховалися в затишних печерах, і так перебували холоди. Скоріше всього живились оленями, кіньми, мамонтами.
У музеї Лос-Анджелеса є повний скелет цього лева.

## Поширення
Американський лев був розповсюджений не тільки в Північній, а й у північних частинах Південної Америки. Його рештки були знайдені від Аляски до Перу. Велика кількість викопних решток було знайдена в знаменитих дьогтевих ямах поблизу Лос-Анжелеса (ранчо Ла-Бреа). Близько 10 тисяч років тому американський лев вимер разом з іншими великими представниками фауни Нового світу.

## Харчування і конкуренти

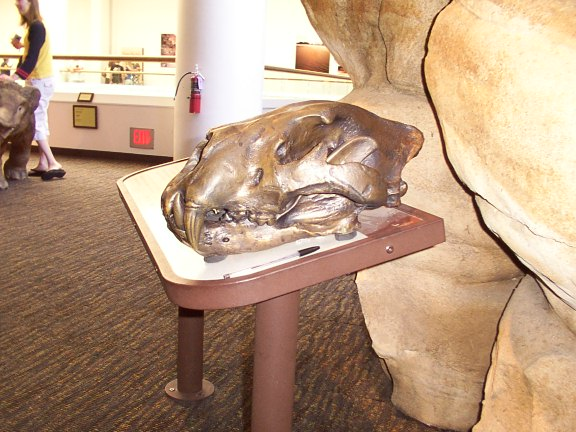
Череп американського лева

Сучасниками американського лева було чимало вимерлих видів ссавців, і коло його здобичі було набагато ширшим, ніж це було б сьогодні. Дорослі шерстисті мамонти (Mammuthus primigenius), колумбійські мамонти (Mammuthus columbi) і мастодонти були безсумнівно надто великі, однак цілком імовірно, що їхні дитинчата час від часу були здобиччю американського лева. До тварин, які могли бути його основною здобиччю, належать, крім бізонів і вапіті, що живуть понині, насамперед вимерлі коні (рід Equus), західні верблюди (Camelops) і чагарникові бики (Euceratherium). Є непрямі докази здатності американського лева вбивати великих диких биків: в збереженій туші степового бізона, датованій періодом близько 35 000 років тому (знайдена на Алясці), було виявлено шматочок лев'ячого зуба. Крім того, на шкірі тварини були знайдені подряпини, які могли бути результатом атаки тільки великої кішки. У пащі були знайдені класичні відбитки смертельного укусу, який застосовують багато великих кішок.
У період зледеніння, крім американського лева, в Америці мешкали інші великі хижаки, які сьогодні також вимерли. Вони були сильними суперниками, і американському леву доводилося захищати свою здобич від шаблезубих котів (Machairodontinae), гігантських короткомордих ведмедів (Arctodus simus) і жахливих вовків (Canis dirus). Тому передбачається, що американський лев, як і сьогоднішні леви, жив у прайдах. Однак проти цього припущення говорять знахідки в Ранчо Ла-Бреа. Викопні рештки свідчать про збалансоване співвідношення статей, що не зустрічається в сучасних левів, які живуть у групах.
Наразі у рамках американського проекту плейстоценовий парк існують плани акліматизації в заповідниках США азійського лева, покликаного замінити вимерлого Panthera leo atrox.